# Małgorzata Wilczek-Rogoń
Małgorzata Wilczek-Rogoń (ur. 9 marca 1944 w Świętochłowicach) – polska gimnastyczka.
Reprezentowała KS Zgoda w Świętochłowicach, reprezentantka Polski 1963–1967, uczestniczka olimpiady w Tokio 1964, 7-krotna mistrzyni Polski.